# لکسی لامر
لکسی لامر (انگلیسی: Lexi Lamour؛ زاده ۲۸ اوت ۱۹۷۶) یک بازیگر پورنوگرافی اهل ایالات متحده آمریکا است.